# 朝日航洋札幌航空支社石狩基地
朝日航洋札幌航空支社石狩基地（あさひこうようさっぽろこうくうししゃいしかりきち）は、北海道石狩市にある、朝日航洋所有の場外離着陸場である。朝日・石狩ヘリポート、札幌市消防局石狩ヘリポートとも呼ばれる。

## 概要
石狩湾新港東埠頭に近い、石狩工業団地の一角にある。周囲は工場や遊休地となっており、人家はない。
札幌飛行場（丘珠空港）内にある朝日航洋札幌航空支社が所有するヘリポートであり、整備・格納庫とヘリパッドがある。
ここは、朝日航洋の航空事業の拠点として使用されているほか、朝日航洋が運航を受託している札幌市消防局消防防災ヘリコプター、北海道開発局ヘリの運航基地、手稲渓仁会病院を基地病院として行われている「北海道ドクターヘリ」使用ヘリの登録基地としても使われている。
- 札幌市消防局 ベル412EP「さつぽろ」